# 第1次ウラジーミル・プーチン内閣
第1次ウラジーミル・プーチン内閣（ロシア語: Первое правительство Путина）は、ボリス・エリツィンロシア連邦大統領時代、ウラジーミル・プーチンがロシアの首相に任命され成立したロシア連邦の内閣。1999年8月16日から2000年5月7日まで続いた。
内閣の構成は、1999年8月17日付けロシア連邦大統領令（ウカース）第1062号（「行政権の連邦機関の構成」）によって承認された。
第1次プーチン内閣では、1999年11月12日付けロシア連邦大統領令第1487号により、従来の国家電気通信委員会は、ロシア連邦通信情報省（コミュニケーション情報省、現在のロシア情報技術・通信省）に改組された。

## 閣僚
| 職名                                           | 氏名                                    | 氏名                           | 就任日         | 退任日        | 備考                                                                                                   |
| ---------------------------------------------- | --------------------------------------- | ------------------------------ | -------------- | ------------- | --- |
| 首相                                           |                                         | ウラジーミル・プーチン         | 1999年8月16日  | 2000年5月7日  | 1999年12月31日から大統領代行。                                                                         |
| 首相                                           |                                         | ミハイル・カシヤノフ           | 2000年5月7日   | 2000年5月17日 | 首相代行。                                                                                             |
| 第一副首相                                     |                                         | ニコライ・アクショーネンコ     | 1999年8月19日  | 2000年1月10日 | |
| 第一副首相                                     |                                         | ヴィクトル・フリステンコ       | 1999年8月19日  | 2000年1月10日 | |
| 第一副首相                                     |                                         | ミハイル・カシヤノフ           | 2000年1月10日  | 2000年5月7日  | |
| 副首相                                         |                                         | イリヤ・クレバノフ             | 1999年8月16日  | 2000年5月7日  | ステパーシン内閣からの留任。軍産複合体担当。1999年9月6日から外国軍事技術協力大統領委員会副議長を兼務。 |
| 副首相                                         |                                         | ワレンチナ・マトヴィエンコ     | 1999年8月16日  | 2000年5月7日  | 社会政策担当。                                                                                         |
| 副首相                                         |                                         | ウラジーミル・シチェルバク     | 1999年8月19日  | 2000年6月28日 | |
| 副首相・チェチェン共和国ロシア連邦政府全権代表 |                                         | ニコライ・コシュマン           | 1999年10月15日 | 2000年6月28日 | |
| 副首相                                         |                                         | セルゲイ・ショイグ             | 2000年1月10日  | 2000年5月7日  | |
| 副首相                                         |                                         | ヴィクトル・フリステンコ       | 2000年1月10日  | 2000年5月7日  | |
| 原子力相                                       |                                         | エフゲニー・アダモフ           | 1999年8月9日   | 2000年5月7日  | ステパーシン内閣からの留任。                                                                           |
| 内相                                           |                                         | ウラジーミル・ルシャイロ       | 1999年8月16日  | 2000年5月7日  | ステパーシン内閣からの留任。                                                                           |
| 国家資産相                                     |                                         | ファリット・ガジズーリン       | 1999年8月16日  | 2000年5月7日  | ステパーシン内閣からの留任。                                                                           |
| 非常事態相                                     |                                         | セルゲイ・ショイグ             | 1999年8月16日  | 2000年5月7日  | ステパーシン内閣からの留任。                                                                           |
| 反独占政策・企業家精神支援相                   |                                         | イリヤ・ユジャノフ             | 1999年8月16日  | 2000年5月7日  | ステパーシン内閣からの留任。                                                                           |
| CIS担当相                                      |                                         | レオニード・ドラチェフスキー   | 1999年8月16日  | 2000年5月7日  | ステパーシン内閣からの留任（1999年5月31日から）。                                                      |
| 放送・報道・マスコミュニケーション相           |                                         | ミハイル・レシン               | 1999年8月16日  | 2000年5月7日  | ステパーシン内閣からの留任（1999年5月31日から）。                                                      |
| 税金・関税相                                   |                                         | アレクサンドル・ポチノーク     | 1999年8月16日  | 2000年5月7日  | ステパーシン内閣からの留任。                                                                           |
| 保健相                                         |                                         | ユーリ・シェフチェンコ         | 1999年8月16日  | 2000年5月7日  | ステパーシン内閣からの留任。                                                                           |
| 外相                                           |                                         | イーゴリ・イワノフ             | 1999年8月16日  | 2000年5月7日  | ステパーシン内閣からの留任。                                                                           |
| 文化相                                         |                                         | ウラジーミル・エゴロフ         | 1999年8月19日  | 2000年2月8日  | ステパーシン内閣からの留任。                                                                           |
| 文化相                                         |                                         | ミハイル・シュヴィドコイ       | 2000年2月8日   | 2000年5月17日 | |
| 体育文化・スポーツ・観光相                     |                                         | ボリス・イワンユジェンコフ     | 1999年8月19日  | 2000年6月28日 | ステパーシン内閣からの留任。                                                                           |
| 科学技術相                                     |                                         | ミハイル・キルピチニコフ       | 1999年8月19日  | 2000年6月28日 | ステパーシン内閣からの留任。                                                                           |
| 国防相                                         |                                         | イーゴリ・セルゲーエフ         | 1999年8月16日  | 2000年5月7日  | ステパーシン内閣からの留任。                                                                           |
| 教育相                                         |                                         | ウラジーミル・フィリッポフ     | 1999年8月16日  | 2000年5月7日  | ステパーシン内閣からの留任。                                                                           |
| 連邦・国籍相                                   |                                         | ヴャチェスラフ・ミハイロフ     | 1999年8月19日  | 2000年1月6日  | ステパーシン内閣からの留任。                                                                           |
| 連邦・国籍相                                   |                                         | アレクサンドル・ブローヒン     | 2000年1月6日   | 2000年5月17日 | |
| 天然資源相                                     |                                         | ボリス・ヤツケヴィチ           | 1999年8月16日  | 2000年5月7日  | ステパーシン内閣からの留任。                                                                           |
| 鉄道郵政相                                     |                                         | ウラジーミル・スタロステンコ   | 1999年8月19日  | 1999年9月16日 | |
| 鉄道郵政相                                     |                                         | ニコライ・アクショーネンコ     | 1999年9月16日  | 2000年5月7日  | |
| 農業食糧相                                     |                                         | アレクセイ・ゴルデーエフ       | 1999年8月16日  | 2000年5月7日  | |
| 通信情報相                                     |                                         | レオニード・レイマン           | 1999年8月16日  | 2000年5月7日  | |
| 燃料エネルギー相                               |                                         | ヴィクトル・カリュージヌイ     | 1999年8月19日  | 2000年5月7日  | 2000年6月26日まで在職。                                                                                |
| 貿易相                                         |                                         | ミハイル・フラトコフ           | 1999年8月19日  | 2000年5月7日  | 2000年6月26日まで在職。                                                                                |
| 運輸相                                         |                                         | セルゲイ・フランク             | 1999年8月16日  | 2000年5月7日  | |
| 労働・社会開発相                               |                                         | セルゲイ・カラシニコフ         | 1999年8月19日  | 2000年5月7日  | 2000年6月26日まで在職。                                                                                |
| 蔵相                                           |                                         | ミハイル・カシヤノフ           | 1999年8月16日  | 2000年5月7日  | ステパーシン内閣からの留任。                                                                           |
| 法相                                           |                                         | ユーリ・チャイカ               | 1999年8月16日  | 2000年5月7日  | |
| 経済相                                         |                                         | アンドレイ・シャポヴァリヤンツ | 1999年8月19日  | 2000年5月7日  | 2000年6月26日まで在職。                                                                                |
| 内閣官房長官兼連邦大臣（国務相）               |                                         | ドミトリー・コザク             | 1999年8月19日  | 2000年5月7日  | 2000年6月26日まで在職。                                                                                |
| 連邦大臣（国務相）                             | 画像外部リンク アレクサンドル・リフシツ | アレクサンドル・リフシツ       | 1999年8月19日  | 2000年5月7日  | 2000年6月26日まで在職。                                                                                |
| 連邦大臣（国務相）                             |                                         | コンスタンチン・ルベンチェンコ | 1999年8月19日  | 2000年5月7日  | 2000年6月26日まで在職。                                                                                |
| 画像外部リンク                                 |                                         |                                |                |               | |
| アレクサンドル・リフシツ                       |                                         |                                |                |               | |